# De 5 Gaarde
De 5 Gaarde A/S er en dansk virksomhed der primært beskæftiger sig med salg af dansk producerede fødevarer under varemærket De 5 Gaarde. Virksomheden  er stiftet i 2001 og er ejet af H.K.H. Prins Joachim samt Troels Holch Povlsen. Virksomheden har hovedsæde i Horsens.  De fem gårde der som udgangspunkt udgjorde samarbejdet var  Constantinsborg, Frijsenborg, Gyllingnæs, Schackenborg og Wedellsborg, men i 2019 trak Bendt Wedell Frijsenborg ud af samarbejdet.

## Varer
Sortimentet består af special øl og spiritus, mel og melblandinger, olie og eddike samt marmelade.  Varerne sælges gennem egen webbutik samt i detailhandlen.